# Achaius
Eochaid IV., auch Achaius, regierte von dem Jahr 781 vermutlich bis 819/20 das irisch-schottische Königreich Dalriada  oder nur das Teilgebiet Kintyre. (Achaius ist die latinisierte Schreibweise von Eochaid).

## Leben
Eochaid war ein Sohn des Königs Aed Find (der Schöne, oder der Weiße) und der Vater von Alpín mac Echdach. In seinem Herrschaftsbereich gab es mehrere Burgen und Festungen in den gesamten Highlands von Schottland. Sein Hauptsitz war das Inverlochy Castle. Er ist der Großvater von Kenneth MacAlpin, der im Jahr 843 gemeinsam von Pikten und Skoten regulär zum ersten König von Schottland gekrönt wurde. Kaiser Karl der Große entsandte am Ende des 8. Jahrhunderts zwei Gesandte zu dem schottischen König Achaius, worauf sich die spätere Freundschaft zwischen Schottland und Frankreich gründen soll.